# Kádár György (fizikus)
Kádár György (Gyöngyöshalász, 1942. december 29.) magyar fizikus, az MTA doktora (1999), 1990–1994 diplomata a római magyar nagykövetségen.

## Élete
1957–1961 között a gyöngyösi Állami Vak Bottyán Gimnáziumban végezte középiskolai tanulmányait , majd 1961–1966 közt Budapesten, az Eötvös Loránd Tudományegyetemen fizikus szakon tanult. A diplomaszerzés után, 1966–1990 között az MTA Központi Fizikai Kutatóintézetben (és annak utódintézményeiben) dolgozott. Közben 1978-ban megszerezte a fizikai tudomány kandidátusa címet, kandidátusi értekezésének címe: A Mn-Pd ötvözetrendszer kristálytani és mágneses szerkezeteinek vizsgálata neutrondiffrakcióval (1977).
1990–1994 a Magyar Köztársaság római nagykövetségének tanácsosa, 1993–1994 a nagykövetség első beosztottja (a nagykövet helyettese) volt.
A külügyi szolgálatot követően 1995-1998 közt az MTA Központi Fizikai Kutató Intézet (KFKI) Anyagtudományi Kutató Intézetében (ATKI), majd az intézet átszervezése után, 1998-2012 között MTA Műszaki Fizikai és Anyagtudományi Kutató Intézetében (MFA) dolgozott. Eközben 1999-ben megszerezte az MTA doktora címet, doktori értekezésnek címe: A hiszterézis jelenségek bilineáris szorzat modellje (1998).
Több, mint 50, elsősorban angol nyelvű cikke jelent meg különféle nemzetközi tudományos folyóiratokban. Ezek fő témája: mágneses szerkezetek és fázisalakulások tanulmányozása neutrondiffrakcióval, mágneses szerkezetek és hiszterézis jelenségek számítógépi modellezése, fotonikus kristályok tanulmányozása.
2012 óta nyugdíjas, kutató professzor emeritusz.

## Társadalmi tevékenységei
Az Eötvös Loránd Fizikai Társulat (ELFT) tagja, 1998–2003 között az Anyagtudományi Szakcsoport elnöke, 2007–2011 a társulat főtitkára, 2011-től főtitkárhelyettes. 2003-tól a Professzorok Batthyány Köre tagja.